# Médéric Bottin
Pour les articles homonymes, voir Bottin.
Médéric Bottin, né à Lille le 12 novembre 1874 et mort au Cannet le 20 février 1912, est un peintre français.

## Biographie
Élève de Pharaon de Winter à l'école des beaux-arts de Lille dès l'âge de 12 ans, puis de Léon Bonnat et de Jules Lefebvre à l'école des beaux arts de Paris, il obtient une mention honorable au Salon des artistes français de 1897.
Il remporte aussi le prix Wicar (1901) et séjourne à Rome pendant quatre ans (1901-1905).